# 香港島專線小巴58、59線
香港島專線小巴58線提供來往香港仔至堅尼地城站的專線小巴服務，駛經田灣、數碼港、大口環、摩星嶺。
本線另設立輔助線58A，起訖站與主線58相同，惟駛經碧瑤灣，而不駛經數碼港。
本線另設區間線58M線，提供來往貝沙灣(南灣)至堅尼地城站的專線小巴服務，為58線的區間車，只於星期一至五早上至黃昏提供服務，但實際上星期六及清明／重陽節期間亦有派車行走。詳情請看：港島專綫小巴58M線
香港島專線小巴59線是香港一條來往深灣、黃竹坑至大口環、堅尼地城站的小巴路線，只於星期一至五繁忙時間提供服務，早上單向開往堅尼地城站，下午單向開往深灣雅濤閣，輔助58線。

## 歷史
- 1994年8月26日：運輸署公開招標8組共21條專綫小巴新路線的經營權，此兩線編為同一組公開承投。[4]
- 1995年12月28日：58線投入服務，往返堅尼地城（加多近街）及香港仔（南寧街），[5]途經蒲飛路、薄扶林道、沙宣道及域多利道（碧瑤灣）。
- 1996年2月16日：59線配合中巴77線取消投入服務，當時來往大口環至香港仔。58線改經域多利道（摩星嶺段）及大口環道，不再經蒲飛路、薄扶林道及沙宣道。香港仔總站稍後亦由南寧街遷往77線舊總站所在的湖南街。
- 2000年7月27日：全港第二輛環力Zen電動小巴於此兩線試行。[6]
- 2002年1月27日：59線總站遷往深灣雅濤閣下的公共運輸交匯處。
- 2003年2月13日：59線總站由沙灣徑遷往堅尼地城（北街），繞經田灣邨。而來往深灣雅濤閣至香港仔的短途班次則獲編為59A，故58線不經該處。
- 2005年9月11日：因應數碼港道延長段啟用，58線來回程改經數碼港道，不再經碧瑤灣一段的域多利道，原有服務改為開辦途經碧瑤灣的特別班次取代，該特別班次初期只於星期一至五10:00-16:00行走。同日，58線不再繞經田灣邨，改為加開平日早上由田灣開出特別班次及提供51/58轉乘優惠取代。
- 2005年10月23日：途經碧瑤灣的特別班次正名為58A，並提升為每天早上至黃昏提供服務。
- 2008年2月24日：調整收費，全程收費由$5.5調整至$5.8，而部份分段收費由$2–$4.8調整至$2.2-$5不等。
- 2011年11月28日：調整收費，全程收費由$5.8調整至$6.3，而部份分段收費由$3–$5調整至$3.2-$5.4不等。
- 2013年6月16日：調整收費，全程收費由$6.3調整至$6.8，而分段收費由$2.2–$5.4調整至$2.5-$5.9不等。
- 2014年11月30日：調整收費，全程收費由$6.8調整至$7.4，而分段收費由$2.5–$5.9調整至$2.8-$6.5不等。
- 2014年12月25日：配合西港島綫臨近投入服務，加經堅尼地城站專綫小巴上落客區。
- 2015年10月18日：堅尼地城總站由西環（北街）遷往堅尼地城站，不再途經爹核士街、堅彌地城新海旁、山市街、卑路乍街、北街及石山街，改為沿士美菲路南行直接前往總站，以配合堅彌地城新海旁介乎士美菲路及北街之間一段改為單向西行。[7]
- 2018年1月28日：59線改為只於星期一至五繁忙時間提供服務，其餘時間由58/58A及59A的八達通轉乘優惠取代，而58/58A及59A的八達通轉乘優惠由一元折扣優惠改為三元折扣優惠。[8]
- 2018年11月5日：59X線開辦。[9]
- 2019年2月3日：58及58A線往香港仔方向的班次將不再繞經香港仔大道及成都道，並改由香港仔海傍道直接駛入湖南街總站。[10]

## 服務時間及班次
58常規班次
| 香港仔（湖南街）開 | 香港仔（湖南街）開 | 香港仔（湖南街）開 | 堅尼地城站開     | 堅尼地城站開 | 堅尼地城站開 |
| 日期               | 服務時間           | 班次（分鐘）       | 日期             | 服務時間     | 班次（分鐘） |
| ------------------ | ------------------ | ------------------ | ---------------- | ------------ | ------------ |
| 星期一至五         | 05:30-06:00        | 12                 | 星期一至五       | 05:30-06:00  | 12           |
| 星期一至五         | 06:00-07:00        | 4-5                | 星期一至五       | 06:00-07:00  | 4-5          |
| 星期一至五         | 07:00-07:30        | 4                  | 星期一至五       | 07:00-07:30  | 4            |
| 星期一至五         | 07:30-07:40        | 3-4                | 星期一至五       | 07:30-07:40  | 3-4          |
| 星期一至五         | 07:40-10:00        | 4                  | 星期一至五       | 07:40-10:00  | 4            |
| 星期一至五         | 10:00-16:00        | 5-6                | 星期一至五       | 10:00-16:00  | 5-6          |
| 星期一至五         | 16:00-19:00        | 4-5                | 星期一至五       | 16:00-19:00  | 4-5          |
| 星期一至五         | 19:00-23:30        | 6-8                | 星期一至五       | 19:00-23:30  | 6-8          |
| 星期一至五         | 23:30-00:00        | 10-15              | 星期一至五       | 23:30-00:00  | 10-15        |
| 星期六             | 05:30-06:00        | 12                 | 星期六           | 05:30-06:00  | 12           |
| 星期六             | 06:00-07:00        | 5-6                | 星期六           | 06:00-07:00  | 5-6          |
| 星期六             | 07:00-10:00        | 5                  | 星期六           | 07:00-10:00  | 5            |
| 星期六             | 10:00-16:00        | 6-8                | 星期六           | 10:00-16:00  | 6-8          |
| 星期六             | 16:00-19:00        | 5                  | 星期六           | 16:00-19:00  | 5            |
| 星期六             | 19:00-23:30        | 6-10               | 星期六           | 19:00-23:30  | 6-10         |
| 星期六             | 23:30-00:00        | 10-15              | 星期六           | 23:30-00:00  | 10-15        |
| 星期日及公眾假期   | 05:30-06:00        | 12                 | 星期日及公眾假期 | 05:30-06:00  | 12           |
| 星期日及公眾假期   | 06:00-10:00        | 6                  | 星期日及公眾假期 | 06:00-10:00  | 6            |
| 星期日及公眾假期   | 10:00-16:00        | 7-10               | 星期日及公眾假期 | 10:00-16:00  | 7-10         |
| 星期日及公眾假期   | 16:00-19:00        | 6                  | 星期日及公眾假期 | 16:00-19:00  | 6            |
| 星期日及公眾假期   | 19:00-23:30        | 7-10               | 星期日及公眾假期 | 19:00-23:30  | 7-10         |
| 星期日及公眾假期   | 23:30-00:00        | 10-15              | 星期日及公眾假期 | 23:30-00:00  | 10-15        |

58特別班次
- 沙灣徑（麥理浩復康院外）→堅尼地城站
  - 星期一至五：15:15、16:00、16:45、17:30、18:15
- 大口環道（東華三院馮堯敬醫院外）→香港仔（湖南街）
  - 星期一至五：15:20、15:30、17:45、17:55
- 堅尼地城站→香港仔（湖南街）（特快不經沙灣徑及數碼港）
  - 星期一至五：07:00-08:30（按需求開出）

上述特別班次於星期六、日及公眾假期不設服務，另在清明節及重陽節期間會增設短途特別班次，來往香港仔（湖南街）及香港華人基督教聯會薄扶林道墳場。
58A
| 香港仔（湖南街）開 | 香港仔（湖南街）開 | 香港仔（湖南街）開 | 堅尼地城站開 | 堅尼地城站開 | 堅尼地城站開 |
| 日期               | 服務時間           | 班次（分鐘）       | 日期         | 服務時間     | 班次（分鐘） |
| ------------------ | ------------------ | ------------------ | ------------ | ------------ | ------------ |
| 每日               | 07:00-19:00        | 20                 | 每日         | 07:00-19:00  | 20           |

58M
| 堅尼地城站開 | 堅尼地城站開 | 堅尼地城站開 | 貝沙灣（南灣）開 | 貝沙灣（南灣）開 | 貝沙灣（南灣）開 |
| 日期         | 服務時間     | 班次（分鐘） | 日期             | 服務時間         | 班次（分鐘）     |
| ------------ | ------------ | ------------ | ---------------- | ---------------- | ---------------- |
| 星期一至五   | 07:00-09:00  | 12           | 星期一至五       | 07:15-09:15      | 15-20            |
| 星期一至五   | 09:00-17:00  | 30           | 星期一至五       | 09:15-17:15      | 30               |
| 星期一至五   | 17:00-19:00  | 15-20        | 星期一至五       | 17:15-19:15      | 15-20            |

星期六、日及公眾假期不設服務
59
- 星期一至五深灣（雅濤閣）開：07:15、07:45、08:15
- 星期一至五堅尼地城站開：17:45、18:15、18:45

星期六、日及公眾假期不設服務

## 收費
58（A）
- 全程收費：$6.5
  - 沙宣道往堅尼地城站：$5.1
  - 摩星嶺徑往堅尼地城站：$2.8
  - 數碼港商場往香港仔（湖南街）：$5.1（只限58線）
  - 域多利道近摩星嶺道往香港仔（湖南街）：$5.1（只限58A線）
  - 田灣往香港仔（湖南街）：$3.1

58M
- 全程收費：$6.5
  - 沙灣徑往堅尼地城站：$5.1
  - 摩星嶺徑往堅尼地城站：$2.8
  - 數碼港商場往貝沙灣：$5.1

### 八達通轉乘優惠
- 58、58A↔51：由本路線往香港仔方向於上車後1小時內轉乘51線，次程車費減$1；由51線轉乘本路線往堅尼地城方向，兩程車費合共$6.2。

- 58、58A↔4A、4B、4C、5、35M：由本路線往香港仔方向於上車後1小時內轉乘上述路線往銅鑼灣/灣仔方向，或由上述路線往石排灣方向轉乘本路線往堅尼地城方向，次程可獲$1優惠。

- 58、58A↔4A、4B、4C往返石排灣、4S、39C，39S，51S，63，63A：由本路線上車後1小時內轉乘上述路線往南區各屋苑或海怡半島方向，或由上述路線往香港仔方向轉乘本路線往堅尼地城方向，次程可獲$1的折扣優惠，但4A、4B及4C線只適用於$2.2或以下之分段收費。

- 58、58A↔59A：由本路線上車後1小時內轉乘59A路線往深灣方向，或由上述路線往香港仔方向轉乘本路線往堅尼地城方向，次程可獲$3的折扣優惠。

- 58/58A/58M/59↔港鐵：由本路線上車後1.5小時內轉乘港鐵，或由港鐵出閘後1.5小時內轉乘本路線，第二程可獲$0.3的折扣優惠。

59
- 全程收費：$7.4
  - 深灣（雅濤閣）往香港仔：$5.1
  - 深灣（雅濤閣）往沙灣徑：$6.5
  - 香港仔往堅尼地城站：$6.5
  - 域多利道過沙宣道往沙灣徑：$3.6
  - 域多利道過沙宣道往堅尼地城站：$5.1
  - 摩星嶺徑往堅尼地城站：$2.8
  - 堅尼地城站往香港仔：$5.9
  - 沙灣徑往深灣（雅濤閣）：$6.5
  - 碧瑤灣（下）往深灣（雅濤閣）：$5.1
  - 香港仔往深灣（雅濤閣）：$3.9

### 八達通轉車優惠
1. 59←→4A、4B、4C、4S，35M，39C、39S、63：由本路線轉乘上述路線或由上述路線轉乘本路線，次程可享$1.0的折扣。

## 途經地點

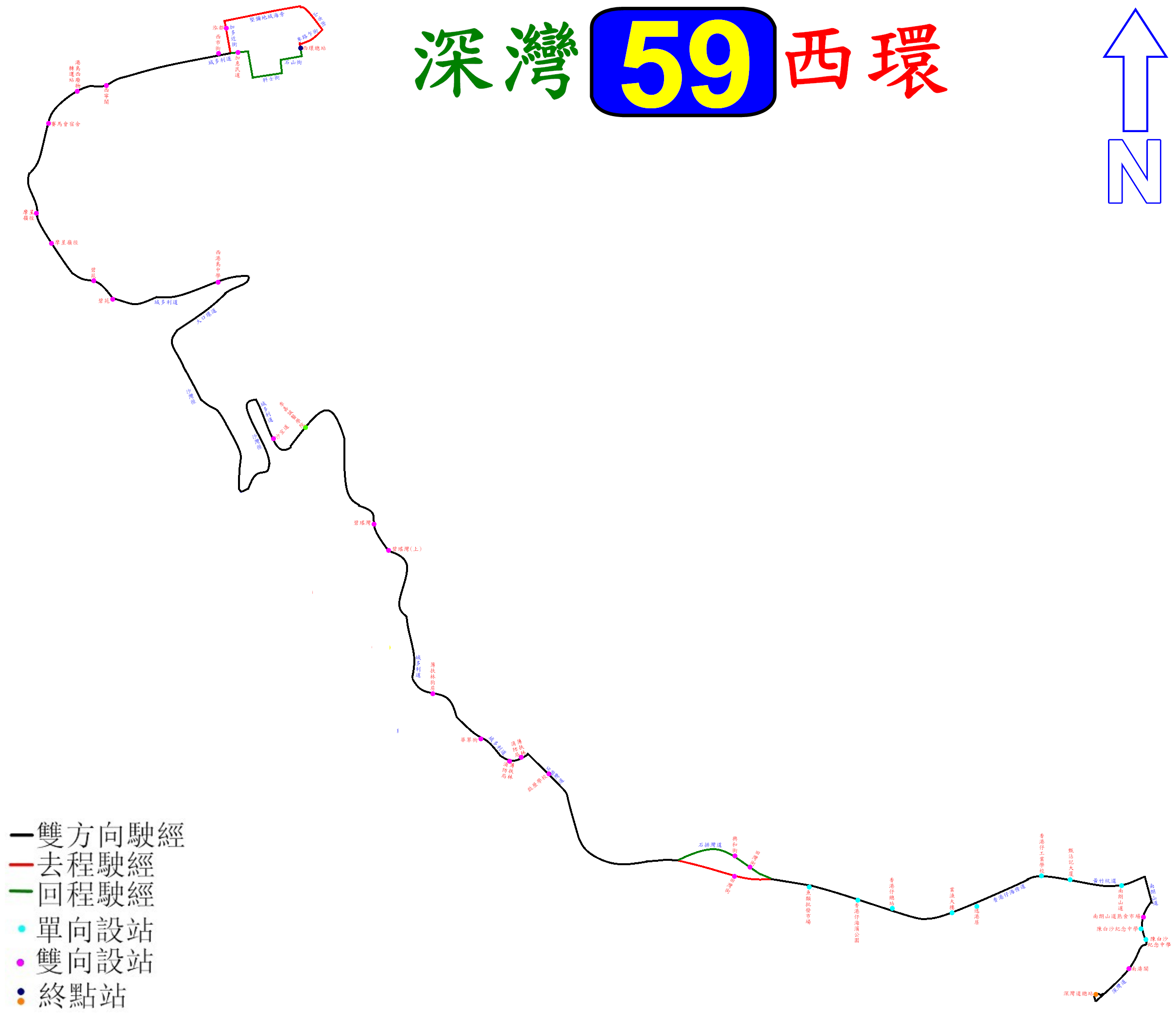
此線的走線圖

58系
- 石排灣道、數碼港(只適用於58線)、碧瑤灣(只適用於58A線)
- 沙灣徑、加多近街、卑路乍街

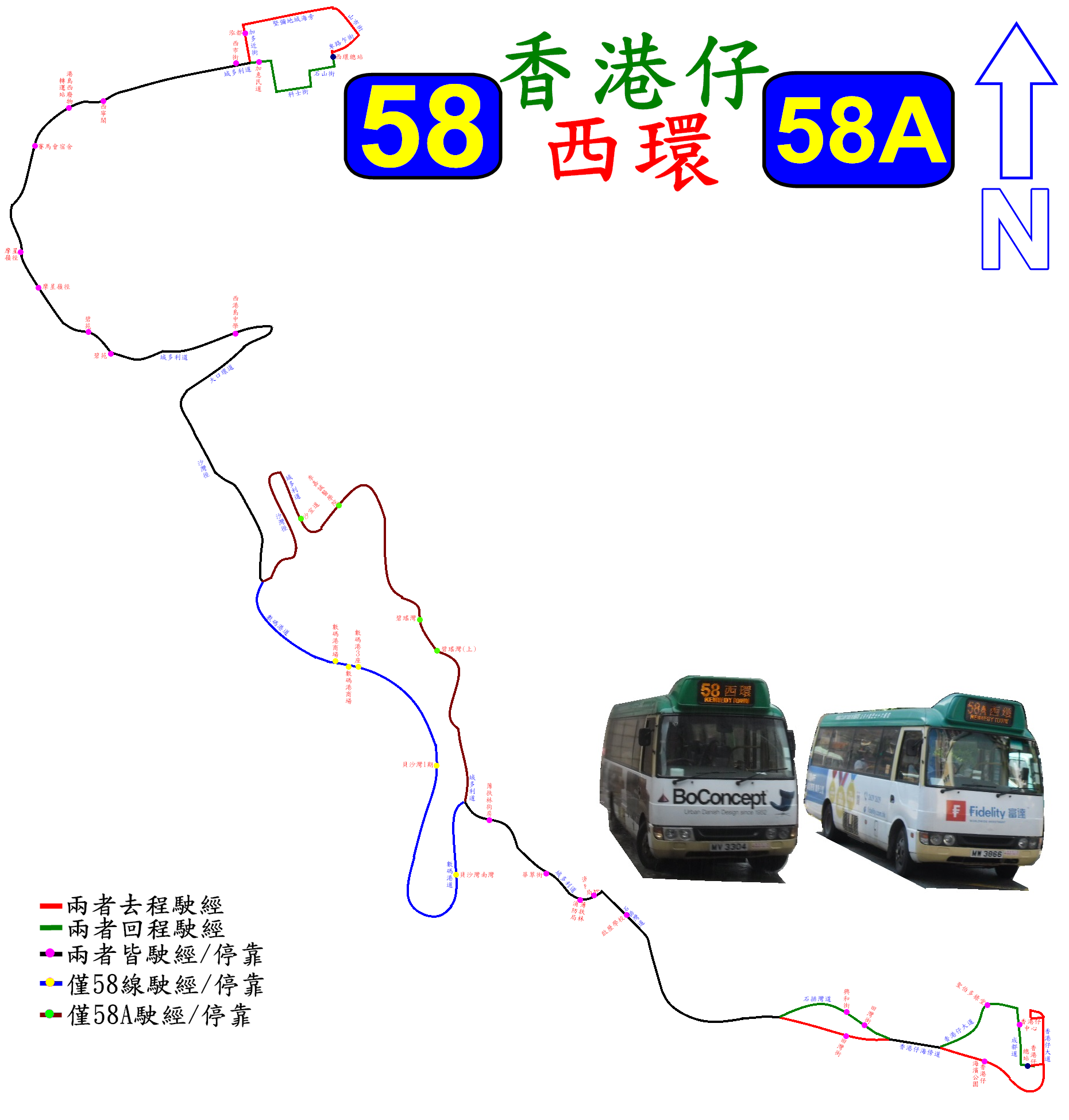
58線及58A線的走線圖，當中藍線表示只有58線駛經，而啡線則只有58A駛經
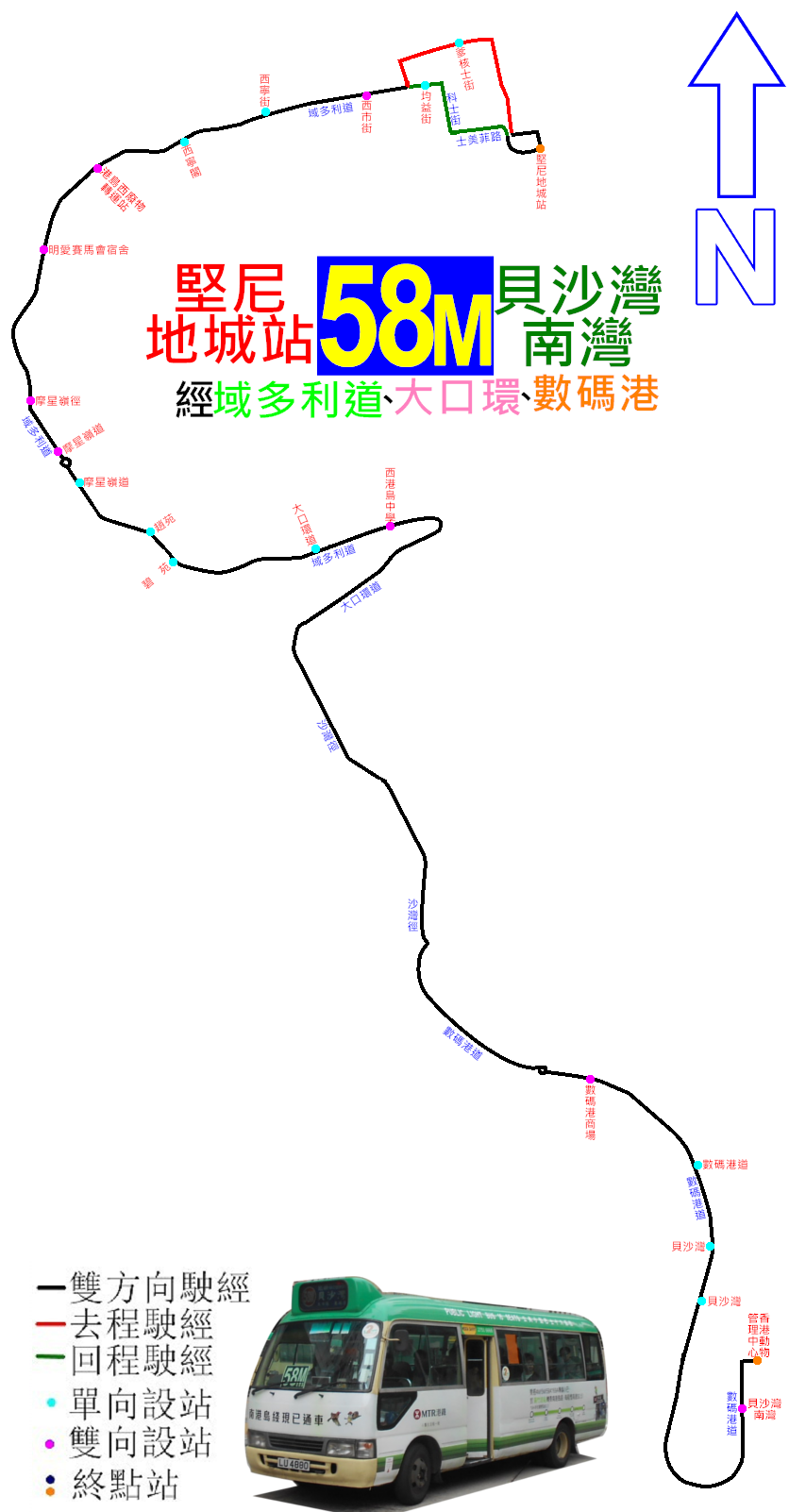
58M線的走線圖

59
- 卑路乍街
- 域多利道、沙灣徑、碧瑤灣
- 田灣、香港仔海傍道
- 黃竹坑、南朗山道
- 南濤閣、雅濤閣

- 此線的走線圖

## 派車
本系列路線（包括58、58A、58M、59、59A及59B線）字軌有28部車，包括豐田Coaster及三菱Fuso Rosa。
- 於平日上午及下午繁忙時間，本系列路線26部車之中，其中3部會分別調動至51及51S線